# Ведро Поље (Суња)
Ведро Поље је насељено место у општини Суња, Сисачко-мославачка жупанија, Хрватска.

## Историја
До територијалне реорганизације у Хрватској налазило се у саставу бивше велике општине Сисак. Ведро Поље се од распада Југославије до августа 1995. године налазило у Републици Српској Крајини.

## Становништво
| Националност       | 1991.        |
| Хрвати             | 110 (68,32%) |
| Срби               | 16 (9,93%)   |
| Југословени        | 16 (9,93%)   |
| остали и непознато | 19 (11,80%)  |
| Укупно             | 161          |